# Albert Edward Kemp
Pour les articles homonymes, voir Albert Kemp et Kemp.
Sir Albert Edward Kemp (11 août 1858-12 août 1929) est un homme politique canadien de l'Ontario. Il est député fédéral libéral-conservateur de la circonscription ontarienne de Toronto-Est de 1900 à 1908 et de 1911 à 1921. Il est ministre dans les cabinets des premiers ministres Robert Borden.

## Biographie
Né à Saint-Georges-de-Clarenceville dans le Canada-Est, Kemp grandit sur la ferme familiale avec un père originaire du Yorkshire en Angleterre. Il fréquente ensuite la Clarenceville Academy et ensuite à Lacolle. Quittant le domicile familial à 16 ans, il s'installe à Montréal où il travaille dans une librairie et dans une quincaillerie.

## Ambition pour les affaires
À l’âge de 20 ans, il se marie à Cecilia Wilson. Peu après, il s’associe avec un partenaire pour  ouvrir une entreprise manufacturière sur le rue Sainte-Catherine à Montréal. En 1885, il s’installe avec Cecilia à Toronto où il entre en partenariat avec Thomas McDonald, propriétaire de la Dominion Tin and Stamping Works. En 1888, il met fin au partenariat et crée la Kemp Manufacturing Company avec son frère cadet William Arthur qui ouvrait dans le commerce du bois à Québec. Kemp sert aussi en tant que président de la Canadian Manufacturers' Association de 1895 à 1896 et comme président de la chambre de commerce de Toronto de 1899 à 1900. Les frères répandent leurs opérations et ouvrent des usines à Montréal et à Winnipeg. La compagnie est par la suite réorganisée pour former la Sheet Metal Products Company of Canada Limited en 1911.

## Ambition politique
Élu en 1900, il est réélu en 1904. Défait contre le candidat conservateur indépendant, Joseph Russell, en 1908. En dehors de la scène politique, il tente de reconstruire la machine conservatrice ontarienne entre autres par le remboursement de ses dettes. Il utilise ensuite ses connexions afin de rallier nombre d'opposants aux politiques de Wilfrid Laurier contre le Naval Service Act et sa politique de réciprocité avec les États-Unis. Les efforts de Kemps permettent le ralliement de plusieurs Libéraux ontariens, ainsi que son élection et celle de Robert Borden en 1911. Kemp est par la suite nommé ministre sans portefeuille dans son cabinet.

## Première Guerre mondiale
Durant la Première Guerre mondiale, Kemp siège comme député unioniste dans le gouvernement de coalition de Robert Borden. Il joue un rôle de plus en plus important dans le gouvernement. En 1915, il est nommé président de la commission des achats de guerre et succède à Sam Hughes au poste de ministre de Milice et de la Défense en 1916. En 1917, il se déplace à Londres à titre de ministre des Forces militaires d'outremer canadiennes et est ainsi responsable de la démobilisation des militaires canadiens. Il est membre du cabinet de guerre impérial en 1918 et représentant du Canada lors de la conférence de la paix de Paris en 1919. Il est nommé chevalier de l'ordre de Saint-Michel et Saint-Georges pour ses services durant la guerre en 1917.
Kemp est nommé au Sénat du Canada en novembre 1921 par le premier ministre Arthur Meighen. Il représente la division sénatoriale de Toronto jusqu'à son décès.